# Juan Valentín Giménez
Juan Valentín Giménez (Rosario, 27 de abril de 2006) es un futbolista argentino. Juega como defensa y su equipo actual es Rosario Central, de la Primera División de Argentina.

## Trayectoria

### Rosario Central
Llegó a las divisiones inferiores en 2014.
El 7 de abril de 2024, con apenas 17 años, hizo su debut oficial como titular ante River Plate en el marco de la Copa de la Liga 2024. El 26 de agosto de 2024 marcó su primer gol como profesional, ante Atlético Tucumán, por la Liga Profesional.

## Selección nacional

### Sub-17
Participó en nueve de los partidos de la selección de fútbol sub-17 de Argentina por el Sudamericano Sub-17 en Ecuador 2023 al mando de Diego Placente. En el Sudamericano terminaron terceros y les otorgó una plaza para jugar el Mundial Sub-17 en Indonesia.

### Sub-20
En agosto de 2024 fue convocado por Javier Mascherano a la selección de fútbol sub-20 de Argentina, para disputar amistosos internacionales.

## Estadísticas

### Clubes
Actualizado al 16 de agosto del 2025.
| Club                                     | Div.       | Temporada  | Liga  | Liga  | Liga   | Copas nacionales(1) | Copas nacionales(1) | Copas nacionales(1) | Copas Internacionales | Copas Internacionales | Copas Internacionales | Total | Total | Total  |
| Club                                     | Div.       | Temporada  | Part. | Goles | Asist. | Part.               | Goles               | Asist.              | Part.                 | Goles                 | Asist.                | Part. | Goles | Asist. |
| ---------------------------------------- | ---------- | ---------- | ----- | ----- | ------ | ------------------- | ------------------- | ------------------- | --------------------- | --------------------- | --------------------- | ----- | ----- | ------ |
| Rosario Central Argentina                | 1.ª        | 2024       | 17    | 1     | 1      | 1                   | 0                   | 0                   | 0                     | 0                     | 0                     | 18    | 1     | 1      |
| Rosario Central Argentina                | 1.ª        | 2025       | 7     | 0     | 0      | 0                   | 0                   | 0                   | -                     | -                     | -                     | 7     | 0     | 0      |
| Rosario Central Argentina                | Total club | Total club | 24    | 1     | 1      | 1                   | 0                   | 0                   | 0                     | 0                     | 0                     | 25    | 1     | 1      |
| (1) Incluye Copa de la Liga Profesional. |            |            |       |       |        |                     |                     |                     |                       |                       |                       |       |       |        |

### Selección
Actualizado al último partido disputado el 16 de febrero de 2025.
| Selección                                             | Año   | Amistosos (1) | Amistosos (1) | Amistosos (1) | Eliminatorias | Eliminatorias | Eliminatorias | Copa América/Sudamericano(2) | Copa América/Sudamericano(2) | Copa América/Sudamericano(2) | Mundial/ JJ. OO. | Mundial/ JJ. OO. | Mundial/ JJ. OO. | Total | Total | Total  |
| Selección                                             | Año   | Part.         | Goles         | Asist.        | Part.         | Goles         | Asist.        | Part.                        | Goles                        | Asist.                       | Part.            | Goles            | Asist.           | Part. | Goles | Asist. |
| ----------------------------------------------------- | ----- | ------------- | ------------- | ------------- | ------------- | ------------- | ------------- | ---------------------------- | ---------------------------- | ---------------------------- | ---------------- | ---------------- | ---------------- | ----- | ----- | ------ |
| Sub-20 Argentina                                      | 2025  | -             | -             | -             | -             | -             | -             | 7                            | 0                            | 0                            | -                | -                | -                | 7     | 0     | 0      |
| Sub-20 Argentina                                      | Total | -             | -             | -             | -             | -             | -             | 7                            | 0                            | 0                            | -                | -                | -                | 7     | 0     | 0      |
| (2) Incluye Campeonato Sudamericano de Fútbol Sub-20. |       |               |               |               |               |               |               |                              |                              |                              |                  |                  |                  |       |       |        |